# Pamela Anderson

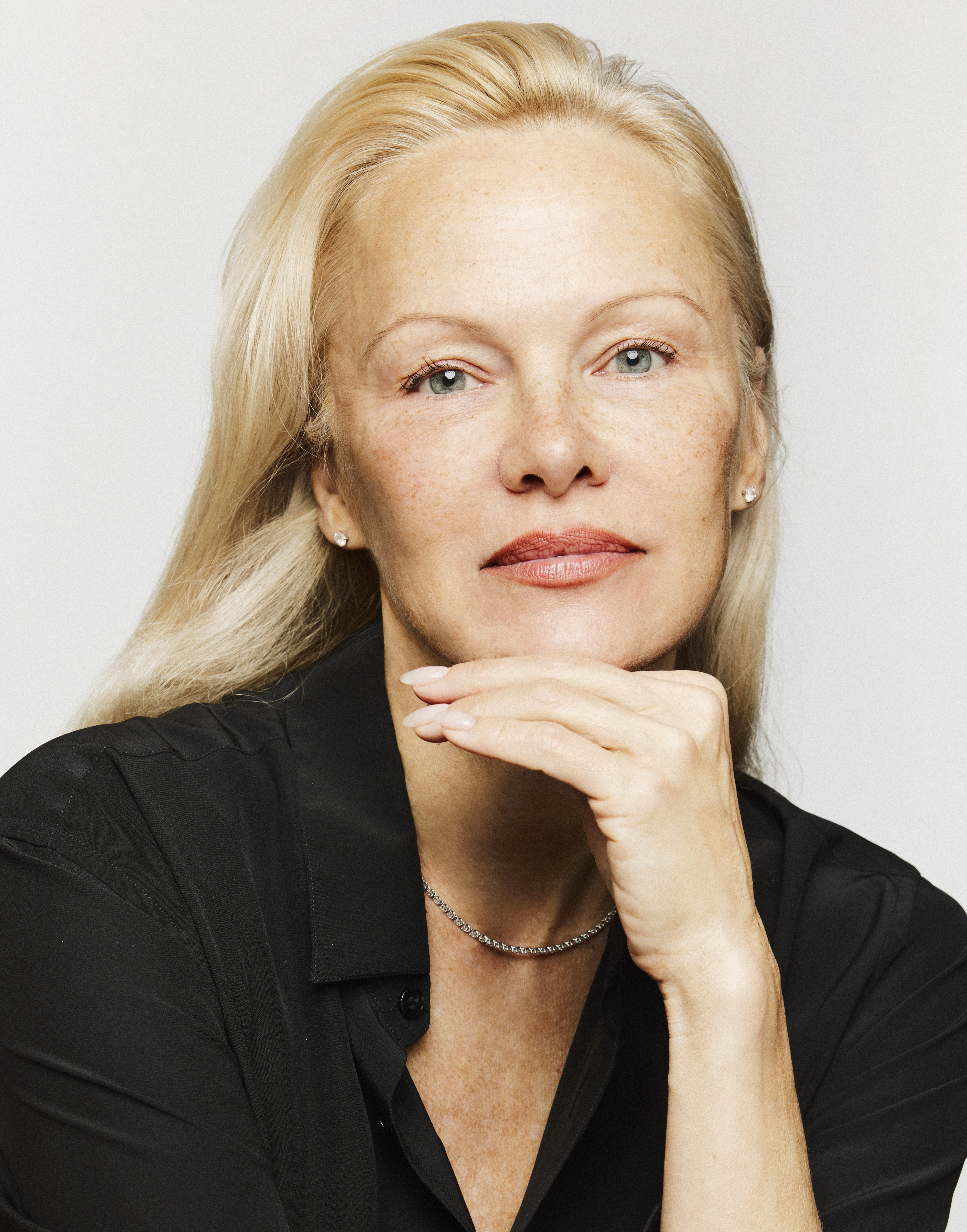
Pamela Anderson (2024)

Pamela Denise Anderson (* 1. Juli 1967 in Ladysmith, British Columbia, geschiedene Lee) ist eine kanadisch-US-amerikanische Schauspielerin und Pin-up-Girl. In ihrer Rolle als Rettungsschwimmerin in der Erfolgsserie Baywatch wurde sie international zum Star. Sie gilt als eines der Sexsymbole der 1990er-Jahre.

## Biografie

### Karriere

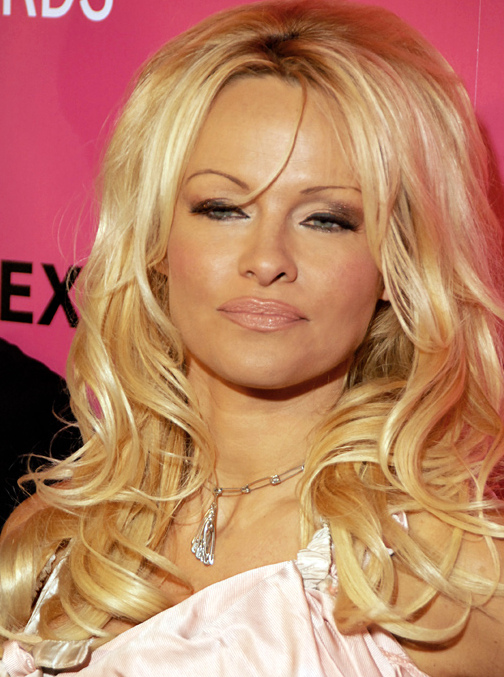
Anderson (2009)

1989 bei einem American-Football-Spiel entdeckt, bekam Pamela Anderson sofort Angebote für Werbeaufnahmen, mit denen sie solchermaßen Aufsehen erregte, dass noch im selben Jahr das erste Playboy-Cover folgte. Im Jahr darauf zog sie nach Los Angeles, um sich dort als Schauspielerin zu versuchen.
Im Fernsehen wurde Anderson bekannt durch ihren Auftritt als Lisa in der US-Comedy-Serie Hör mal, wer da hämmert mit Tim Allen. Berühmt wurde sie jedoch durch die Fernsehserie Baywatch, in der sie von 1992 bis 1997 die Rettungsschwimmerin Casey Jean „C. J.“ Parker verkörperte. In dieser Zeit war sie auch in den Fernsehfilmen Snapdragon (1993) und Good Cop, Bad Cop (1994) sowie Naked Souls (1996) zu sehen.
Andersons erster Kinofilm Barb Wire – Flucht in die Freiheit (1996) war ein kommerzieller Erfolg, jedoch erhielt sie für ihre schauspielerische Leistung den Negativpreis Goldene Himbeere als schlechteste Newcomerin sowie zwei weitere Nominierungen. Danach spielte sie in der selbstproduzierten Serie V.I.P. – Die Bodyguards die Hauptrolle der Valery Irons, die Galionsfigur eines Bodyguard-Unternehmens.
2003 synchronisierte Anderson die Animations-Serie Stripperella, deren Hauptfigur Andersons eigene Person zugrunde liegt. Danach folgte die Sitcom Stacked, in der sie die Hauptrolle der attraktiven Buchverkäuferin Skyler Dayton mimte.
Nachdem sich Anderson für Bryan Adams’ Buch Made in Canada in einer kanadischen Flagge hatte fotografieren lassen, sang sie als „Ersatz“ für Melanie C auf seinem im Oktober 2005 erschienenen Greatest-Hits-Album in dem Duett When You’re Gone.
2007 war Anderson fünf Monate lang Assistentin des Magiers Hans Klok in der Las-Vegas-Show The Beauty of Magic.
Ab 2009 modelte sie für Werbekampagnen der Designerin Vivienne Westwood.
Im Frühjahr 2010 nahm Anderson an der zehnten Staffel der US-Fernsehshow Dancing with the Stars teil. Die Staffel erreichte die höchsten Einschaltquoten seit Beginn der Show.
Anfang 2013 nahm Anderson an der achten Staffel der britischen Eiskunstlaufshow Dancing on Ice teil. Am 24. September 2013 zog sie als „Besucherin“ in das deutsche Promi-Big-Brother-Haus. Davor hatte sie 2011 bereits in Australien, Bulgarien, Großbritannien und Indien am Celebrity Big Brother teilgenommen.
2016 spielte Anderson im Musikvideo zur Single Le Lac des französischen Sängers Julien Doré mit.
2018 nahm Anderson an der neunten Staffel der französischen Tanzshow Danse avec les stars teil.
Im Jahr 2022 spielte Anderson am Broadway in dem Musical Chicago die Hauptrolle Roxie. 2024 spielte sie in dem Filmdrama The Last Showgirl von Gia Coppola die Titelrolle eines in die Jahre gekommenen Showgirls. Anderson wurde für ihre Darbietung viel Kritikerlob zuteil und sie erhielt einige Nominierungen renommierter Filmpreise, unter anderem für den Golden Globe als beste Hauptdarstellerin in einem Drama.

### Ehen und Partnerschaften

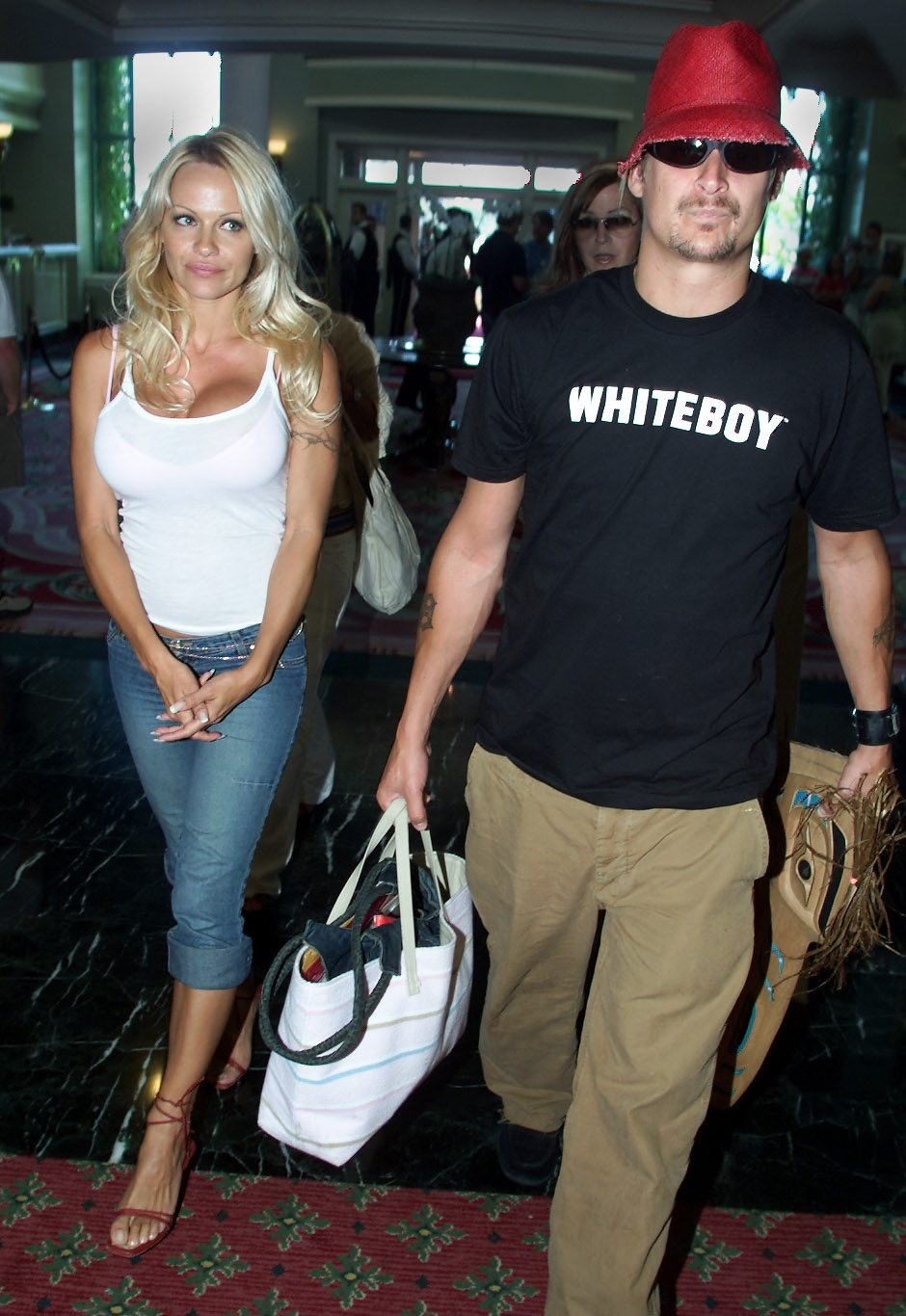
Anderson und Kid Rock (2003)

Nachdem Anderson zunächst unter anderem mit Bret Michaels, dem Sänger von Poison, liiert gewesen war, sorgte ihre am 19. Februar 1995 geschlossene Ehe mit Tommy Lee, dem Schlagzeuger und Skandalrocker der Heavy-Metal-Band Mötley Crüe, aus der zwei gemeinsame Söhne hervorgingen, für Schlagzeilen. In der Regenbogenpresse war das publicityträchtige Paar ein beliebtes Thema. Als Anderson eine Fehlgeburt erlitt, unternahmen die Paparazzi den Versuch, den Krankenwagen zu stoppen und Fotos von ihr zu machen. Berühmtheit erreichte auch ihr gemeinsames privat gedrehtes Amateur-Porno-Video, das sie 1995 während eines Urlaubs auf einem Hausboot am Lake Mead aufgenommen hatten: Sie bewahrten das Videoband in einem 500 Pfund schweren Tresor auf, der im Kellerboden des heimischen Tonstudios von Tommy Lee eingelassen und mit einem Teppich abgedeckt war. Als sich Anderson und Lee auf London-Reise befanden, hielten sich Handwerker in ihrer Villa auf, darunter ein Elektriker, der früher Pornodarsteller war und gute Kontakte zur Erotikindustrie besaß. Als das Ehepaar von der Reise zurückkehrte, war der massive Tresor gestohlen, in dem neben dem Videoband auch Schmuck lag. Lee und Anderson vermuten, dass besagter Elektriker das Videoband entwendet und weiterverkauft hatte. Kurze Zeit später veröffentlichte die Firma Internet Entertainment Group das private Video im damals noch neuen Medium Internet und als Kopie in hoher Auflage im Handel. Das Paar ging juristisch dagegen vor, unterlag jedoch vor Gericht: Der Richter urteilte, dass Pamela Anderson und Tommy Lee berühmte Persönlichkeiten von öffentlichem Interesse sind und die Verbreitung eines solchen Videofilms deshalb legitim sei. 1998 musste Lee vier Monate im Gefängnis verbringen, da Anderson ihn wegen Körperverletzung angezeigt hatte. Schließlich wurde die Ehe am 28. Februar 1998 geschieden.
Zwischen 2000 und 2001 war Anderson mit dem schwedischen Topmodel Marcus Schenkenberg liiert.
Ende Juli 2006 ging Anderson mit dem Musiker Kid Rock ihre zweite Ehe ein, im November desselben Jahres reichte sie die Scheidung ein. Im selben Monat erlitt Anderson erneut eine Fehlgeburt.
Am 6. Oktober 2007 heiratete Anderson den Produzenten Rick Salomon. Sie ließen sich in Las Vegas während einer Bühnenpause des Magiers Hans Klok trauen, in dessen Show sie zum damaligen Zeitpunkt als Assistentin tätig war. Ende März 2008 wurde die Ehe annulliert.
Anfang 2014 heiratete Anderson Rick Salomon erneut und reichte sechs Monate später wieder die Scheidung ein.
Von 2016 bis 2019 war Anderson mit dem französischen Fußballnationalspieler Adil Rami liiert. Im Juni 2019 trennte sie sich von ihm.
Am 20. Januar 2020 heiratete Anderson laut Medienberichten den Filmproduzenten Jon Peters. Am 1. Februar wurde bekannt, dass die beiden sich wieder getrennt haben. Anderson stellte später klar, dass es nie eine richtige Hochzeit gegeben habe.
Im Januar 2021 gab Anderson in einem Interview bekannt, während der Weihnachtszeit ihren Leibwächter Dan Hayhurst geheiratet zu haben. Diese Ehe wurde nach knapp 13 Monaten geschieden.
Ende Juli 2025 wurde bekannt, dass Liam Neeson und Pamela Anderson ein Paar seien.
Pamela Anderson lebt in Kalifornien.

## Sonstiges
Anderson lebt vegan und ist Fürsprecherin für Tierrechte und aktives Mitglied der Tierrechtsorganisation PETA. Bereits seit dem Teenageralter ist sie Vegetarierin. Darüber hinaus ist sie Vorsitzende der Sea Shepherd Conservation Society.
Insgesamt 14-mal schaffte es Anderson auf das Cover des Playboy. Damit ist sie das bisher populärste Playmate.
Das Guinness-Buch der Rekorde verzeichnete Anderson 1996, 1997, 1998 und 1999 als die am häufigsten im Internet erwähnte Frau.
Anderson lief 2013 den New-York-City-Marathon zugunsten einer Hilfsorganisation für Erdbebenopfer in Haiti, für die sie 75.000 US-Dollar eingesammelt hatte, in einer Zeit von 5:41 Stunden. Ihr Bruder Gerry begleitete sie auf dem Lauf.
Im März 2002 gab Anderson bekannt, dass sie an Hepatitis C leide. Im Mai 2014 machte sie öffentlich, dass sie in ihrer Kindheit und Jugend mehrfach vergewaltigt worden sei. Ihre Tierliebe habe ihr bei der Verarbeitung dieser Erlebnisse geholfen.
Anderson rief 2017 zur Wahl von Jean-Luc Mélenchon auf. Zu den Aktionen der Gelbwestenbewegung sagte sie: „Ich hasse Gewalt, aber was ist diese Gewalt all dieser Menschen und was sind brennende Luxusautos im Vergleich mit der strukturellen Gewalt der französischen – und globalen – Eliten?“ Anderson, die Julian Assange regelmäßig in der ecuadorianischen Botschaft in London besucht hatte und ihn mehrfach auf ihrem Twitter-Benutzerkonto als „Helden“ bezeichnet hatte, empörte sich über dessen Festnahme am 11. April 2019 durch die britische Polizei.
Ende Januar 2021 zog sich Anderson aus den sozialen Medien zurück. Im Jahr 2023 erschien mit Pamela, a Love Story ein Dokumentarfilm/Imagefilm über Anderson.

### Zitat
“My breasts have had a brilliant career. I've just tagged along for the ride.”

„Meine Brüste hatten eine fabelhafte Karriere − ich bin einfach immer nur mitgetrottet.“

## Filmografie (Auswahl)

### Filme
- 1987: Ist sie nicht wunderbar? (Some Kind of Wonderful)
- 1991: The Taking of Beverly Hills
- 1993: Snapdragon – Blutige Begierde (Snapdragon)
- 1994: Good Cop, Bad Cop (Raw Justice)
- 1994: Come Die with Me: A Mickey Spillane's Mike Hammer Mystery (Fernsehfilm)
- 1995: Baywatch: Forbidden Paradise (Fernsehfilm)
- 1996: Naked Souls
- 1996: Barb Wire
- 2002: Scooby-Doo
- 2003: Pauly Shore is Dead
- 2003: Baywatch – Hochzeit auf Hawaii (Baywatch – Hawaiian Wedding, Fernsehfilm)
- 2003: Scary Movie 3
- 2006: Borat – Kulturelle Lernung von Amerika, um Benefiz für glorreiche Nation von Kasachstan zu machen (Borat: Cultural Learnings of America for Make Benefit Glorious Nation of Kazakhstan)
- 2007: Blond und blonder (Blonde and Blonder)
- 2008: Superhero Movie
- 2010: Sexy Summer: Sommer, Sonne, heiße Girls (Costa Rican Summer)
- 2014: Jackhammer
- 2015: Chto tvoryat muzhchiny! 2
- 2016: The People Garden
- 2017: Baywatch
- 2018: SPF-18
- 2018: Nicky Larson – City Hunter (Nicky Larson et le parfum de Cupidon)
- 2022: 18 & Over
- 2023: Pamela, a Love Story
- 2024: The Last Showgirl
- 2025: Die nackte Kanone (The Naked Gun)

### Fernsehserien
- 1990: Charles in Charge (eine Folge)
- 1990: Eine schrecklich nette Familie (Married… with Children, 2 Folgen)
- 1991: Paarweise glücklich (Married People, eine Folge)
- 1991: Top of the Heap (eine Folge)
- 1991–1993, 1997: Hör mal, wer da hämmert (Home Improvement, 23 Folgen)
- 1992: Zeit der Sehnsucht (eine Folge)
- 1992–1997: Baywatch – Die Rettungsschwimmer von Malibu (Baywatch, 76 Folgen)
- 1997: Die Nanny (The Nanny, 2 Folgen)
- 1998–2002: V.I.P. – Die Bodyguards (V.I.P., 88 Folgen)
- 2001: Just Shoot Me – Redaktion durchgeknipst (Just Shoot Me!, eine Folge)
- 2003–2004: Stripperella (Stimme, 13 Folgen)
- 2005: Meine wilden Töchter (8 Simple Rules, 2 Folgen)
- 2005–2006: Pamela Anderson in: Stacked (Stacked, 19 Folgen)
- 2010: Dancing with the Stars
- 2013: Package Deal (4 Folgen)
- 2013: Promi Big Brother Deutschland
- 2015: Big Brother Deutschland (als Gast, Staffel 12)
- 2018: Willkommen bei Mario Barth (als Gast)
- 2022: Durch die Nacht mit … (eine Folge)

## Auszeichnungen
- Goldene Himbeere 1997: Schlechtester Newcomer für den Film Barb Wire – Flucht in die Freiheit
- Weitere Nominierungen für diesen Film als schlechteste Schauspielerin 1997 und ihre „herausragenden Implantate“ als schlechteste Filmpaarung 1997
- Beliebteste TV-Schönheit aller Zeiten (von AOL gewählt im November 2007)
- Zurich Film Festival 2024: Golden Eye Award[33]
- Miami Film Festival 2024: The Art of Light Award für den Film The Last Showgirl
- Winter IndieWire Honors 2024: Performance Award für den Film The Last Showgirl
- Golden Globe Awards 2025: Nominierung in der Kategorie „Beste Hauptdarstellerin – Drama“ für den Film The Last Showgirl
- Goldene Himbeere 2025: „Himbeeren-Erlöser-Award“ für den Film The Last Showgirl